# Іллінське (Броварський район)
Іллі́нське — село в Україні, у Броварському районі Київської області. Населення становить 21 особи.

## Історія
- 1859 року власницький хутір Іллінський налічував 44 двори та 296 мешканців (148 чоловічої та 148 жиночої статі).[1]
- Хутір є на мапі 1868 року.[2]

1912 - 349 мешканців.